# 衆賢
衆賢（しゅげん、梵: Saṃghabhadra サンガバドラ、蔵: 'dus bzang）は、紀元後5世紀頃のインドで活躍した説一切有部（Sarvāstivādin、音写は薩婆多）の学匠。世親の『倶舎論』を批判した『順正理論』を著したことで有名である。

## 生涯
普光の『倶舎論記』によれば、衆賢は塞建地羅を師として仰いでいた。
以下の記述は『大唐西域記』巻四の「秣底補羅国」の項目にもとづく。
衆賢は世親の『倶舎論』を読んだが、その優れた論書には説一切有部毘婆沙師の教義を批判してる点が多くあるのを慨嘆し、『倶舎論』を批判するための論書を著そうと決心する。十二年間、『倶舎論』を徹底して研究しつくし『倶舎雹論』（二万五千頌八十万言）を著した。彼は自分の門弟たちに「私の優れた弟子たちと、私の正論をもって、世親を追い払い、その鋭鋒を挫いてやろう。老人に名声を独り占めさせてなるものか」と言い、門弟のなかからすぐれた者を三人ほど選んで、彼らと共に世親を訪ね歩いた。
世親はこの時、タッカ国のシャーカラ城にいたのだが、衆賢がやってくるとの情報を聞きつけるや、逃げ出そうと旅支度をはじめた。世親の門弟たちは師の行動に疑念をいだき、世親の前に進み出でて「先生は、徳に関しては先人たちよりも高く、名声も今の世で第一である。全国の学匠のなかで、先生を推挙し敬意を払わない者はおりません。今、衆賢の名前を聞いて、どうしておそれあわてるのでしょうか？きっと軽蔑を受けることになり、私たち一門は恥知らずとされるでしょう」と忠告した。それに対して世親は、「私が今、遠くへ出かけるのは、衆賢から逃れるためではない。この国（タッカ国）を見渡せば、仏教教理に練達した者がいない。衆賢は新進気鋭の学匠で、弁舌も巧みである。私はもう老いた。きっと上手に議論を運ぶことが出来ないであろう。だから一言で彼の主張を打ち砕きたいのである。中インドまで彼をおびき出し、数多くのすぐれた学匠たちの前で、真偽を明らかにし、勝敗を決したいのだ」弟子たちに言い、遠くへ出奔した。
衆賢は、世親たちが出発した次の日にシャーカラ城にあるこの伽藍に到着した。そして世親が出奔したことを知るや、急に気力が萎えてしまった。そこで世親に対して次のような詫び状をしたためた。「釈尊が入滅して以来、仏弟子たちはそれぞれの部派に分裂し、自らの部派の教義を墨守するのみであります。同じ部派の者は道を同じくしますが、他の部派たちに対しては憎しみの心を持っています。愚かな私も、非才の身ながら仏の教えを学びました。しかし、あなた様がお作りになられた『倶舎論』が、説一切有部毘婆沙師の根本教義を批判しているのをみて、自分の力量もわきまえずに、多くの年月にわたって『倶舎論』の研究にうちこみ、この論（『倶舎雹論』）をつくって自らの宗派の教義を擁護しようとしました。智慧は少ないのに、企てが大きすぎました。そして私の身には死が迫ってきております。あなた世親は、難解な言葉を巧みに解説し、深い真理を自在に表現しておられます。もし私の主張を損なうことなく、この遺作を保存していただけましたら、存外の幸福です。死んでも悔いはありません」と。そして、衆賢は、門弟の中から弁舌に巧みな者を選んで、彼に言った。「私は後輩でありながら、軽々しく先輩を侮った。運命はどうすることも出来ない。私はもう死んでしまうであろう。おまえは、この書翰と、私が造った『倶舎雹論』とを携えて、世親に詫び、私にかわって謝罪してくれ」と。こう言い終えると、衆賢はすぐに亡くなってしまった。
衆賢の門弟は、手紙を携えて世親のところへやってきた。そして次のように言った。「私の先生である衆賢論師は、もう亡くなりました。先生は、遺言としてこの書翰をお書きになり、自らを責めて、罪をわびておいでになります。先生は、自分の名声を落とさないことに執着しているわけではありません」と。
世親は、書翰に目を通し、『倶舎雹論』を読み終え、しばらく「うむ…」と唸ってから、自分の門弟たちに次のように言った。「まことに衆賢論師は聡明なる後輩である。理論にやや足りない面があるとはいえ、言辞にはとるべき点が多くある。私が今、衆賢の『倶舎雹論』を論破しようとすれば、たなごころを指すように簡単にやれる。だが、『倶舎雹論』は衆賢の臨終に際し寄託したものであるし、自分の過失を認めた言葉を重んじてあげたい。いやしくも仏教の教えが伝承されているのであるから、彼の遺志を生かしてあげたい。まして、この論書は説一切有部の教義に新しい発揮をなしているのであるから」と。そこで、この論書の『倶舎雹論』という名前を、『順正理論』という名前に改めた。ところが、世親の門弟がそのことを諫めた。「衆賢論師がまだ生きておられたとき、先生は彼から身を避けました。今度は、彼の論書を手にして、題を変えたりなさいます。いったい説一切有部の学徒たちはどんな顔をしてこの屈辱を受け入れるでしょうか？」と。
世親は彼らの疑惑を晴らそうとして、次のような詩を唱えた。
「獅子王は　いのこをさけて　遠く逝く　二力の勝負　智者は知るべし」

## 著作
- 阿毘達磨順正理論　大正大蔵経　No.1562 Vol.29 p.329a 玄奘訳　八〇巻
- 阿毘達磨藏顯宗論　大正大蔵経　No.1563 Vol.29 p.777a 玄奘訳　四〇巻

## 思想的特徴
以上のように正統説一切有部の護教に努めた衆賢であったが、説一切有部の教義の正しさを論証する際に、かえってそれまでの説一切有部の教学には見られなかった学説を盛り込んでいる点が多々ある。衆賢の著作における独自の新学説は説一切有部教学発達の転換点と言い得る。そのため、古来より衆賢の新学説は新薩婆多と呼ばれる。

## 後世への影響
衆賢の『倶舎論』批判は、後に『倶舎論』を注釈した安慧（スティラマティ）や称友（ヤショーミトラ）らによって再批判をこうむる。特に安慧は『倶舎論註実義疏』（全訳はチベット訳に存）において、『順正理論』から膨大な文章を引用し、衆賢を批判している。そのため、『順正理論』を理解する上からも、安慧の『倶舎論註実義疏』は現代の仏教学者から注目されている。